# FEV
FEVは、ドイツのエンジニアリングサービス企業。

## 概要
ドイツのアーヘン工科大学発のベンチャー企業として興り、 自動車・船舶・機関車用のエンジンや家電製品を、スクラッチから生産開始まで一貫して設計・開発している。
内燃機関と車両技術の開発を専門分野とする。世界のほとんどの有名自動車メーカーを顧客として抱える。
エンジニアリング会社と部品メーカーと完成車メーカーが水平分業をしながら、効率よくバリューチェーンを形成し、自動車産業を作り上げている。

## 沿革
- 1978年 - アーヘン工科大学の熱力学研究所の所長であったフランツ・ピッシンガーによって、Forschungsgesellschaft für Energietechnik und Verbrennungsmotoren（FEV）GmbHがアーヘンのアウグスティナーガッセに設立された。
- 1985年 - 米国・ミシガン州オーバーンヒルズに支社を設立した。
- 1998年 - アルスドルフに車両アプリケーションセンター、中国・北京市に支店を開設した。
- 2005年 - 大連市（中国）に開発センターを開設した。
- 2009年 - BrahnaのFEV耐久試験センターとPuneの開発センターが統合された。
- 2013年 - エレクトロニクス企業であるDGE Inc.を買収した。 同社の統合により、FEVグループはエレクトロニクスや車両技術、テレマティクスやインフォテインメントシステムの分野で競争力を拡大した。DGEは、FEVグループの子会社として、ミシガン州オーバーンヒルズにあるFEV Inc.とともに、米国市場で事業を展開している[4]。
- 2015年 - フランスのテストシステムおよびエンジニアリングサービスプロバイダーであるD2T Powertrain Engineering S.A.を買収した。FEVはD2Tのフランスでの事業、ドイツ、中国、米国での子会社、および韓国と日本での持ち株を引き継いだ[5]。
- 2018年
  - 5月 -「完成車開発」分野の拡大を目的に、B&W Fahrzeugentwicklung GmbHを買収。B&W社は、世界各地の拠点に300人以上の従業員を擁し、ボディインホワイト、インテリア、エクステリア、ストラク、モデル構築、テスト、電気・電子・照明技術の分野で顧客にソリューションを提供している[6]。
  - 6月 - エンジンのテストベンチで発生するような計測データをグラフィカルに表現するためのソフトウェアを開発しているベルリンのUniPlot社と、自動車市場において生産やプロセスに最適化した製品開発や車両部品の設計を専門とするエンジニアリングサービスプロバイダーのSuarez & Bewarder GmbH & Co. KG社を買収した[7]。

## 各国の主な開発拠点
出典は企業ウェブサイト 。
- ドイツ Aachen, Head equator, European Technical Center
- 日本 東京, Japan Technical Center
- アメリカ合衆国 Auburn Hills, North American Technical Center
- 中国 Dalian, China Technical Center
- フランス Paris, France
- インド Pune, Indian Technical Center
- オーストリア STEYR, Austria
- ブラジル Valinhos, Brazil Technical Center
- イタリア TURIN, Italia
- メキシコ Puebla, Mexico
- オランダ Helmond, Netherland
- ポーランド Krakow, Poland
- ルーマニア Bucharest, Romania
- ロシア Moscow, Russia
- 韓国 Bundang, South Koria
- スペイン Barcelona, Spain
- スウェーデン Gothenburg, Sweden
- 台湾 Taoyuan, Taiwan
- タイ Sriracha, Thailand
- トルコ Ankara, Turkey
- イギリス Coventry, UK
- ベトナム Hanoi, Vietnam

## 日本における展開

### FEVジャパン株式会社
FEVジャパン株式会社（エフ・イー・ヴイ・ジャパン株式会社、英: FEV Japan Co., Ltd.）は、日本の顧客向けに営業、開発業務および法務などを担当する会社。日本の自動車会社からのエンジニアリング・サービスの増加に伴い、2007年に法人化された。
2019年、大手開発装置メーカーの明電舎と業務提携を発表した。